# Rue du Docteur-Tuffier
La rue du Docteur-Tuffier est une voie du 13e arrondissement de Paris située dans le quartier de la Maison-Blanche.

## Situation et accès

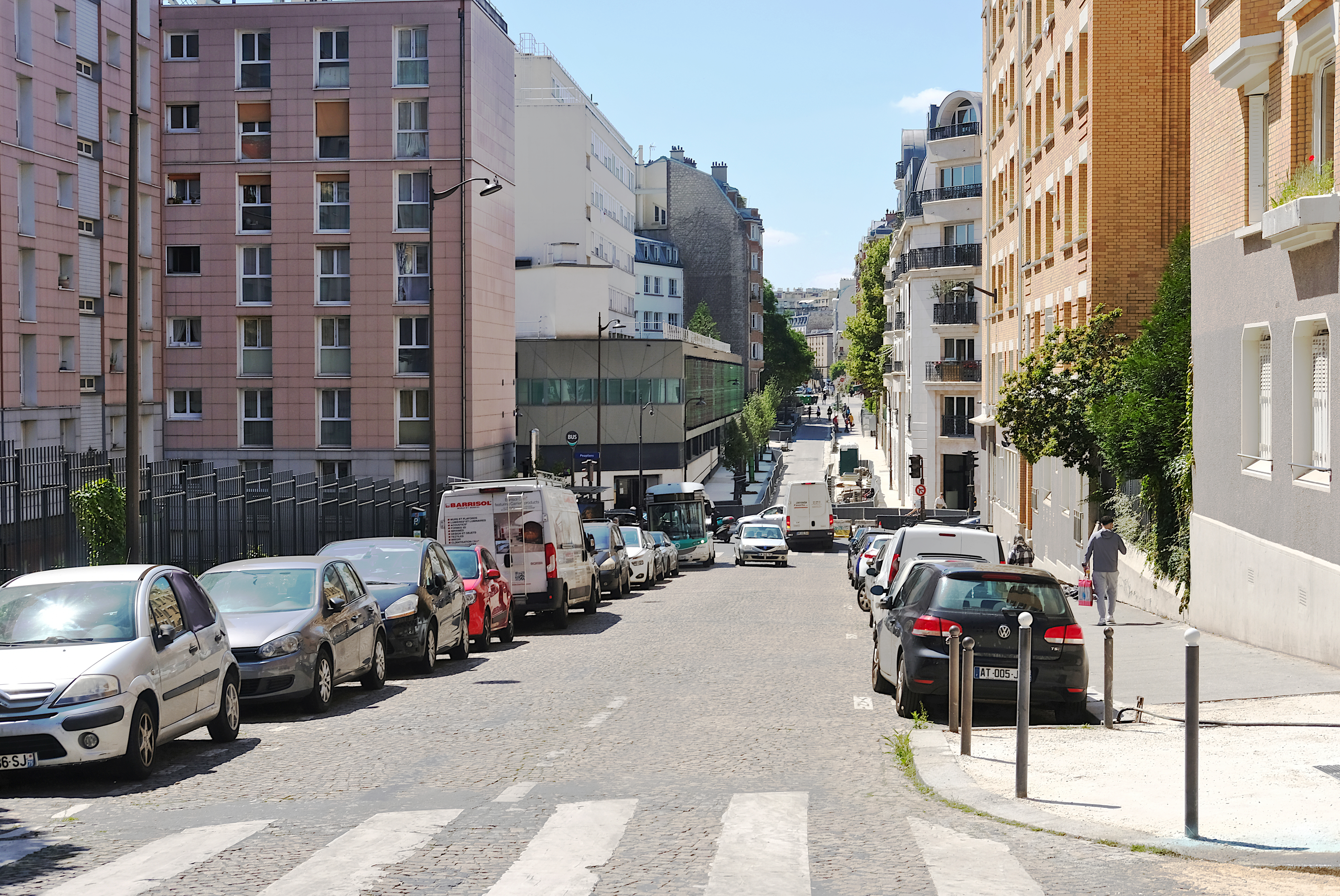
La rue du docteur-Tuffier vue depuis celle de l'Interne-Loeb.

La rue du Docteur-Tuffier est desservie à proximité par la ligne 7 à la station Maison Blanche et la ligne 3a du tramway d'Île-de-France.

## Origine du nom
Comme de nombreuses autres rues portant des noms de médecins dans cette zone située à proximité de l'ancien hôpital de la Croix-Rouge, devenu depuis hôpital privé des Peupliers, elle prend le nom du chirurgien Théodore Marin Tuffier (1857-1929), qui a notamment opéré Georges Clemenceau en 1919 et le roi Georges de Grèce en 1921.

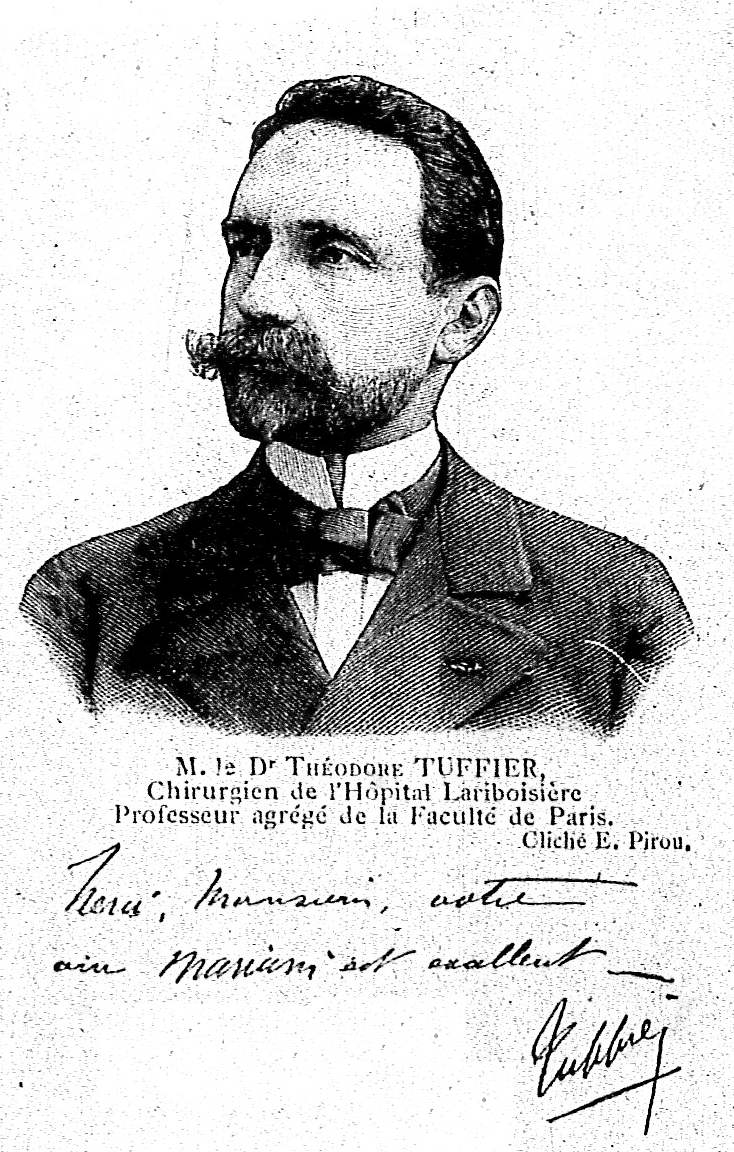
Le docteur Tuffier.

## Historique
Cette rue est ouverte en 1930 et prend sa dénomination actuelle le 21 avril 1931.